# Seznam narodnih herojev Jugoslavije (Z)
Seznam narodnih herojev Jugoslavije, katerih priimki se začnejo na črko Z.

## Seznam
- Atanas Zabaznovski (1925–2013), z redom narodnega heroja odlikovan 20. decembra 1951.
- Milan Zabukovec Miloš (1923–1997), z redom narodnega heroja odlikovan 20. decembra 1951.
- Miloje Zakić (1912–1942), za narodnega heroja proglašen 20. decembra 1951.
- Dmitar Zaklan (1915–1988), z redom narodnega heroja odlikovan 27. novembra 1953.
- Ivan Zafred-Mića (1908–1943), za narodnega heroja proglašen 8. oktobra 1953.
- Hasan Zahirović Laca (1920–1943), za narodnega heroja proglašen 26. julija 1945.
- Jovo Zvicer (1914–1943), za narodnega heroja proglašen 27. novembra 1953.
- Vinko Zevnik Viktor (1914–1943), za narodnega heroja proglašen 20. decembra 1951.
- Miloš Zekić (1915–1984), z redom narodnega heroja odlikovan 20. decembra 1951.
- Veljko Zeković (1906–1985), z redom narodnega heroja odlikovan 27. novembra 1953.
- Milan Zečar (1906–1944), za narodnega heroja proglašen 5. julija 1951.
- Miloš Zindašek (1909–1942), za narodnega heroja proglašen 20. decembra 1951.
- Vojin Zirojević (1901–1942), za narodnega heroja proglašen 5. julija 1951.
- Đorđe Zličić Ciga (1920–1942), za narodnega heroja proglašen 5. julija 1951.
- Vujadin Zogović (1914–1943), za narodnega heroja proglašen 13. julija 1953.
- Miladin Zorić (1920–1945), za narodnega heroja proglašen 27. novembra 1953.
- Milan Zorić (1912 - 2006), z redom narodnega heroja odlikovan 27. novembra 1953.
- Rade Zorić (1914–1996), z redom narodnega heroja odlikovan 27. novembra 1953.
- Žarko Zrenjanin Uča (1902–1942), za narodnega heroja proglašen 5. decembra 1944.
- Đurađ Zrilić (1917–1944), za narodnega heroja proglašen 20. decembra 1951.
- Asim Zupčević (1917–1942), za narodnega heroja proglašen 20. decembra 1951.